# Iberci
Ibêrci so bili domnevno hamitsko ljudstvo severnoafriškega izvora, ki se je v prvem tisočletju pr. n. št. naselilo na vzhodu Iberskega oziroma Pirenejskega polotoka, posebej v dolini reke Ebro, in se pomešalo s prvotnim prebivalstvom. Od leta 800 pr. n. št. je izpričana trgovina z Grki in Feničani.
Iberska kultura je dosegla svoj vrh v 4. stoletju pr. n. št. V obdobju pred letom 450 pr. n. št. so na Iberski polotok s severa prodrli Kelti, kjer so se stopili z domačimi plemeni in ustvarili mešano jezikovno skupino Keltibercev. Po drugi strani je ibersko kulturo postopoma izpodrivala kartažanska kolonizacija. Z rimsko zasedbo današnje Španije leta 218 pr. n. št. so postopno prevzeli rimsko kulturo in običaje.